# Віреончик іржастоголовий
Вірео́нчик іржастоголовий (Pachysylvia semibrunnea) — вид горобцеподібних птахів родини віреонових (Vireonidae). Мешкає в Андах.

## Поширення і екологія
Іржастоголові віреончики мешкають в горах Сьєрра-де-Періха на кордоні між північно-східною Колумбією і північно-західною Венесуелою та в Андах на території Колумбії і Еквадору (на південь до Напо і Пастаса). Вони живуть у вологих гірських тропічних лісах. Зустрічаються на висоті від 450 до 2100 м над рівнем моря.